# Andreas Köhler (Mediziner)
Andreas Köhler (* 20. November 1960 in Hambrücken bei Bruchsal) ist ein deutscher Ärztefunktionär. Er war von 2005 bis Februar 2014 Vorstandsvorsitzender der Kassenärztlichen Bundesvereinigung (KBV), Berlin.

## Leben
Nach einem Studium der Humanmedizin (1981–1987) befand er sich bis 1989 in der Weiterbildung zum Chirurgen bei der Bundeswehr, die er ohne Erlangung eines Facharzttitels abbrach. Sein Zweitstudium galt der Betriebswirtschaft (1989–1994). Währenddessen war er Geschäftsführer einer Klinik/eines Hotels.
1995 begann seine Tätigkeit bei der Kassenärztlichen Bundesvereinigung, zunächst als Referent, dann als Referent für Grundsatzfragen der KV Südwürttemberg und als Leiter des Dezernates „Gebührenordnung und Vergütung“. 1999 wurde er stellvertretender Hauptgeschäftsführer und 2004 Hauptgeschäftsführer der KBV, deren Vorstandsvorsitzender er seit dem 1. Januar 2005 ist. Im März 2011 wurde er wiedergewählt und als Vorstandsvorsitzender bestätigt.
An der Weihnachtsfeier der kassenärztlichen Vereinigung 2012 erregte Köhler bundesweit Aufsehen, als er Angela Merkel mit Julius Cäsar, Karl dem Großen, Napoleon und Adolf Hitler in eine Reihe stellte und dabei von einer Liste von Staatsleuten sprach, die erfolglos versuchten, Europa zu einigen.
Im November 2013 erlitt er einen Herzinfarkt und musste sein Amt zunächst ruhen lassen. Anfang Januar 2014 nahm er seine Arbeit wieder auf und sah sich Mitte Januar gezwungen, zum 1. März 2014 aus gesundheitlichen Gründen sein Amt niederzulegen. Zu seinem Nachfolger als Vorstandsvorsitzender der Kassenärztlichen Bundesvereinigung wurde Andreas Gassen gewählt.
Mitte Juli 2015 wurde bekannt, dass die KBV prüft, wieweit gegen ihren früheren Vorsitzenden Ermittlungen eingeleitet werden. Anfang Dezember 2015 folgte im Fall Köhler eine Anzeige des Bundesministeriums für Gesundheit bei der Berliner Staatsanwaltschaft; sie beruhte auf dem Vorwurf der Untreue in einem besonders schweren Fall.
Die KBV hat ihm seine Ruhestandsbezüge gekürzt. Dagegen klagt er vor dem Landgericht Berlin.
Im Jahr 2019 wurde Köhler mit der vom Virchowbund verliehenen Kaspar-Roos-Medaille für seine mit vielen strukturellen Veränderungen und wirtschaftlichen Erfolgen verbundene Amtszeit geehrt.

## Publikationen
- Andreas Köhler: Kölner Kommentar zum EBM. Kommentierung des einheitlichen Bewertungsmaßstabes für ärztliche Leistungen einschließlich BMÄ und E-GO. Unter Mitarbeit von P. Abraham, D. Best, u. a. (Siehe auch BMÄ)
- Andreas Köhler: Kölner Kommentar zum EBM auf CD-ROM. Programm mit graphischer Benutzeroberfläche.